# Rocket Man (lied)
Rocket Man is een lied geschreven door Elton John (muziek) en Bernie Taupin (tekst). De eerste uitvoering van het lied, uit 1972, is van Elton John. De tekst van het nummer is geïnspireerd op het verhaal "The Rocket Man" (Nederlands: "Raketpiloot") in The Illustrated Man van Ray Bradbury. De tekst gaat over een astronaut die zijn gezin op aarde achter moet laten om op missie naar Mars te gaan. Er zijn verhalen dat het lied deels aansluit op Space Oddity van David Bowie. Bowie heeft daarbij zelf ooit de link gelegd toen hij na diverse uitvoeringen van Space Oddity riep "Oh rocket man".
In de Rolling Stone's 500 Greatest Songs of All Time-lijst stond het nummer op positie #242 (editie 2004) en #245 (editie 2010).
Het lied werd talloze keren gecoverd. Van de Les Humphries Singers via Kate Bush tot de onwaarschijnlijke combinatie William Shatner met Steve Hillage zongen het lied. Als bekende song uit de jaren zeventig verscheen het ook in diverse televisieseries (zoals in The Big Bang Theory) en films (zoals The Rock en Rocketman).

## Elton John
Elton John bracht het voor het eerst uitgebracht op het album Honky Château uit 1972. Het was toen getiteld "Rocket Man (I Think It's Going to Be a Long, Long Time)", maar voor de singleversie is voor de kortere titel "Rocket Man" gekozen. Het nummer bereikte de tweede plek in de Britse hitlijsten en de zesde plek in de Verenigde Staten. In het lied zijn te horen:
- Elton John – piano, zang
- Davey Johnstone – gitaar, achtergrondzang
- Dee Murray – basgitaar, achtergrondzang
- David Hentschel – ARP-synthesizer (tevens geluidstechnicus)
- Nigel Olsson – slagwerk, achtergrondzang

## Hitnotering
Het lied werd in diverse landen een hit, maar niet in Nederland en België.
| Hitlijst                  | Hoogste positie |
| ------------------------- | --------------- |
| Verenigd Koninkrijk       | 2               |
| Duitsland                 | 18              |
| Ierland                   | 6               |
| Italië                    | 6               |
| VS: Billboard Pop Singles | 6               |
| Noorwegen (2008)          | 18              |

### Radio 2 Top 2000
In de lijst van 2015 dook het lied vanuit het niets op.

| Nummer met noteringen in de NPO Radio 2 Top 2000 | '15  | '16  | '17 | '18 | '19 | '20 | '21 | '22 | '23 | '24 |
| ------------------------------------------------ | ---- | ---- | --- | --- | --- | --- | --- | --- | --- | --- |
| Rocket Man                                       | 1668 | 1230 | 769 | 482 | 216 | 232 | 177 | 211 | 256 | 397 |

1. ↑  Een vetgedrukt getal geeft de hoogste notering aan.
2. ↑  2015 was het eerste jaar met een notering voor dit nummer.

## Cover Kate Bush
Kate Bush heeft in 1991 het nummer gecoverd als onderdeel van het tribute-album Two Rooms: Celebrating the Songs of Elton John & Bernie Taupin. Ook deze cover was commercieel succesvol: in het Verenigd Koninkrijk werd de 12e positie behaald, in Australië de tweede. In een verkiezing in 2007 van The Observer werd dit nummer verkozen tot beste cover aller-tijden.

## MixCold Heart
Het nummer werd in 2021 gebruikt in een mix van meerdere van Johns nummers, Cold Heart, een samenwerking met Dua Lipa en Pnau.